# كورني-ماشيرومنيل
كورني-ماشيرومنيل هي بلدية فرنسية تقع في إقليم الأردين في منطقة غراند إيست. 

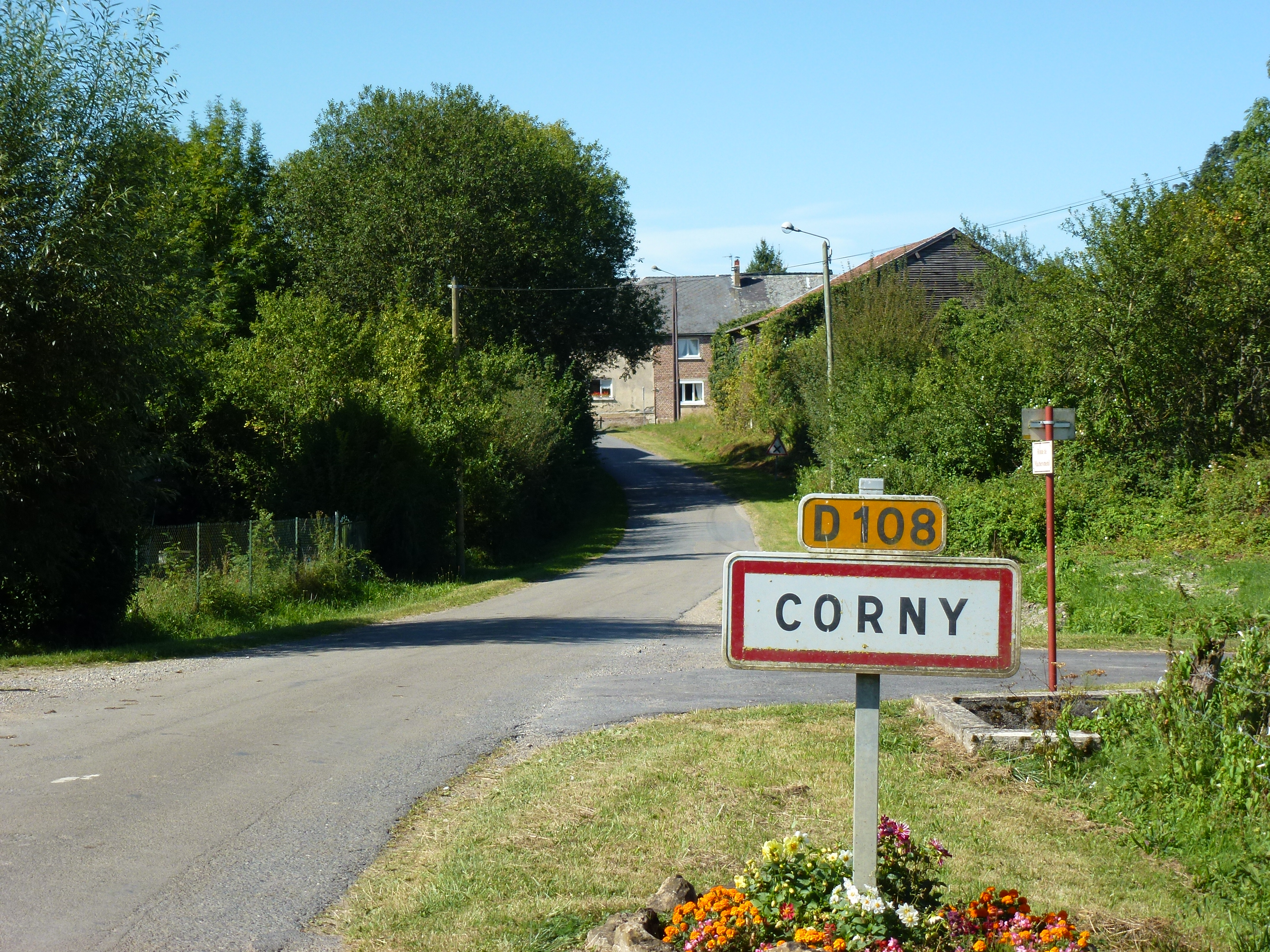
مدخل كورني.
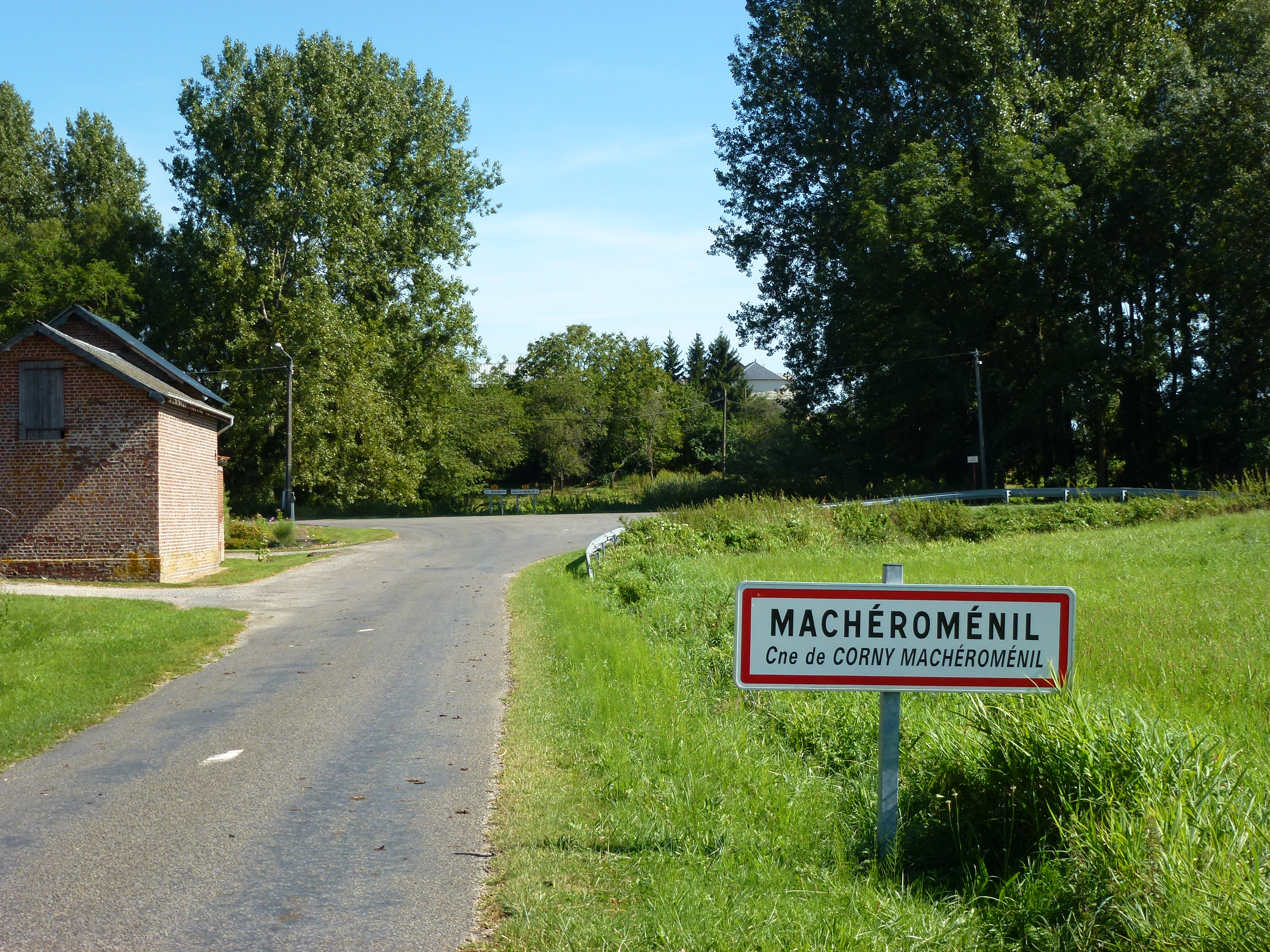
مدخل ماتشيرومينيل.